# Rhipidia garruloides
Rhipidia garruloides là một loài ruồi trong họ Limoniidae. Chúng phân bố ở miền Cổ bắc.